# Katarzyna Szymczuk
Katarzyna Szymczuk (ur. 1972 we Wrocławiu, zm. 4 sierpnia 2011 w Warszawie) – polska dżokejka.

## Życiorys
Z wykształcenia była pielęgniarką, lecz nigdy nie pracowała w zawodzie. Trenować zaczęła w wieku 14 lat. Pierwszy raz wygrała gonitwę w rodzinnym Wrocławiu. Do Warszawy przyjechała w 1994 ze względu na męża Wiaczesława, który również był dżokejem. Jako jedyna kobieta w historii zwyciężyła wyścig St. Leger i Wielką Warszawską. Dokonała tego w roku 1995 na koniu o imieniu Wolarz. Wygrała 151 gonitw. Po ciężkiej chorobie zmarła w wieku 39 lat.
Od 2013 rozgrywana jest gonitwa o Puchar Amazonek im. Katarzyny Szymczuk.